# Разбойна (Тырговиштская область)
Разбойна (болг. Разбойна) — село в Болгарии. Находится в Тырговиштской области, входит в общину Тырговиште. Население составляет 556 человек (2022).

## Политическая ситуация
В местном кметстве Разбойна, в состав которого входит Разбойна, должность кмета (старосты) исполняет Севгин Мустафов Мустафов (Движение за права и свободы (ДПС)) по результатам выборов правления кметства.
Кмет (мэр) общины Тырговиште — Красимир Митев Мирев (инициативный комитет) по результатам выборов в правление общины.